# Вулиця Михайла Стельмаха (Київ)
Ву́лиця Миха́йла Сте́льмаха — вулиця в Голосіївському районі міста Києва, місцевості Голосіїв, Деміївка. Простягається від Голосіївського проспекту до Козацької вулиці.
Прилучаються вулиці Юлії Здановської, Васильківська, Водогінна, Деміївська і Гатна. Між Водогінною і Деміївською вулицями — перерва у проляганні вулиці Михайла Стельмаха, що утворилася в 1979 році внаслідок реконструкції Деміївської вулиці, побудови Деміївського житлового масиву.

## Історія
Вулиця виникла в першій половині XX століття під назвою 360-та Нова, з 1944 року мала назву Ровенська на честь міста Рівне та простягалася між Васильківською та Козацькою вулицями. Наприкінці 1950-х років продовжена до теперішніх розмірів. Сучасна назва на честь українського письменника Михайла Стельмаха — з 1987 року.
У 1984–1987 роках назву вулиця Михайла Стельмаха мала сучасна Космічна вулиця.

## Установи та заклади
- Київський гуманітарний інститут (№ 5)
- Середня загальноосвітня школа № 36 (№ 9)
- Музей совєтської окупації (№ 6-а)
- Психоневрологічний диспансер № 2, денний стаціонар № 1 (№ 18)

## Зображення

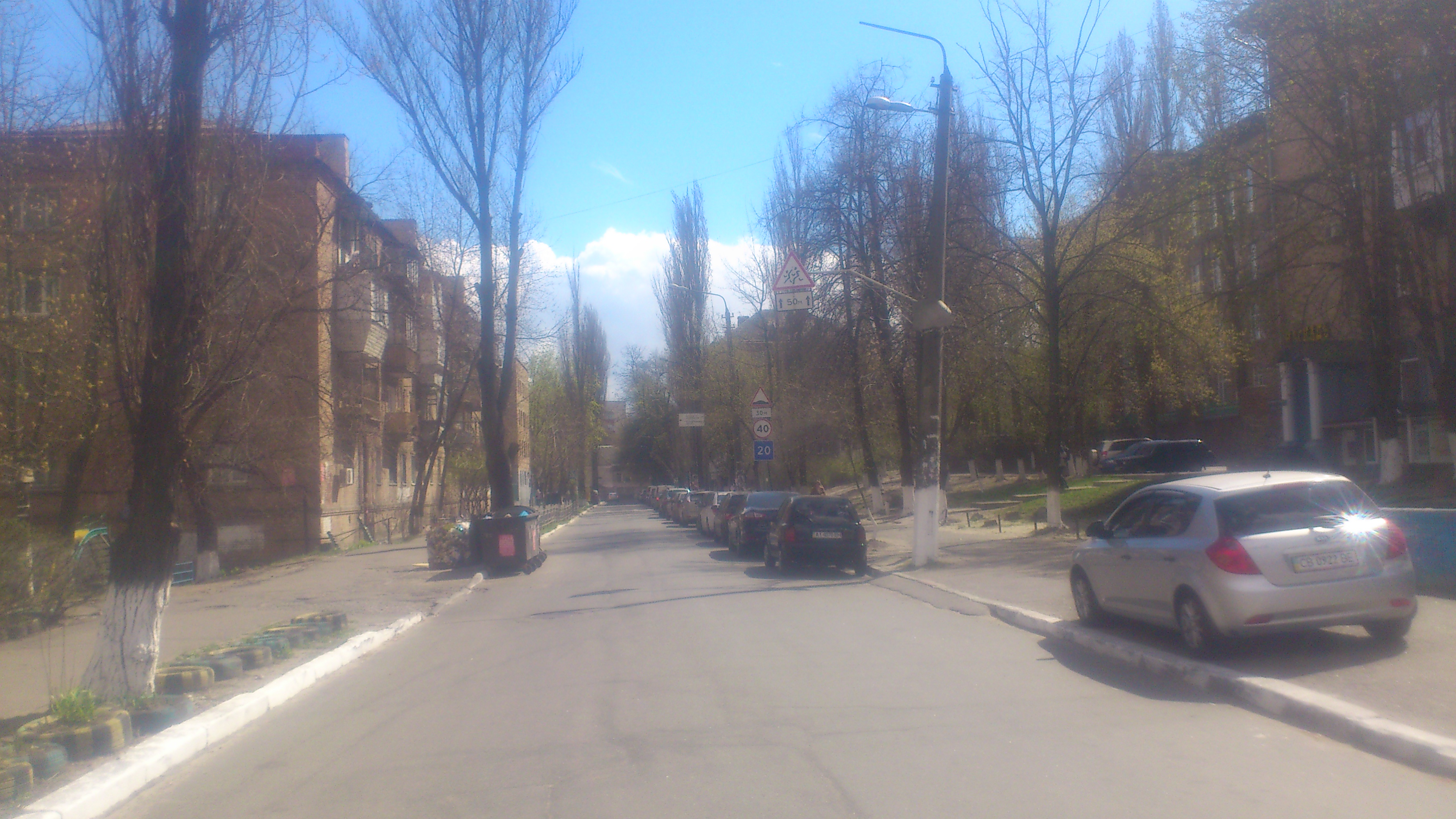
Вигляд від Васильківської вулиці